# Gilbert Émilie
Gilbert Émilie (ur. 1984) – maurytyjski zapaśnik walczący w stylu wolnym. Zajął dwunaste miejsce na igrzyskach afrykańskich w 2015. Czternasty na igrzyskach wspólnoty narodów w 2010. Brązowy medalista igrzysk Wysp Oceanu Indyjskiego w 2023 roku.